# Список війн за участю України
У цій статті наведено неповний перелік вїйн та збройних конфліктів за участю України, українського народу та регулярної української армії в періоди коли існували незалежні українські держави від античності до наших днів.
В переліку вказана назва конфлікту, дата, воюючі сторони, і його результат.
      Перемога України
      Поразка України
      Інший результат (Мирний договір або невизначений результат, статус кво, результат громадянської війни, невідомий результат)
      Незавершений конфлікт

## Антський союз
Нижче наведений перелік війн за участю Антів як єдиного племінного союзу, в який входили: Уличі, Тиверці, Дуліби, Поляни, Деревляни, Сіверяни та Білі хорвати.
| Дата         | Конфлікт                                             | Перша сторона                        | Друга сторона                      | Результат                                                                                                |
| ------------ | ---------------------------------------------------- | ------------------------------------ | ---------------------------------- | --- |
| 378-379 роки | Остгото-Антська війна                                | Антський союз                        | Остготи                            | Спочатку перемога, потім поразка                                                                         |
| 518 рік      | Рейд Антів на володіння Візантії                     | Антський союз Федерати Віталіяна     | Візантійська імперія               | Поразка                                                                                                  |
| 530ті роки   | Похід Хільбудія на землі північного Дунаю            | Антський союз                        | Візантійська імперія               | Перемога                                                                                                 |
| 539-540 роки | Варварські набіги на володіння Візантійської імперії | Антський союз Склавіни Гунни Булгари | Візантійська імперія               | Перемога                                                                                                 |
| VI ст.       | Витіснення Антами авар в Паннонію                    | Анти Візантійська імперія            | Аварський каганат                  | Перемога. - Авари йдуть до Паннонії та перетворюють її на свою стратегічну базу.                         |
| VI-VII ст.   | Слов'янське заселення Балканського півострова        | Антський союз Склавіни               | Візантійська імперія               | Вирішальна Перемога * Далмація, Іллірія, Панонія, Мезія, Дакія, Македонія і Фракія захоплені Слов'янами. |
| 545-602      | Союзні рейди Антів на ворогів Візантії               | Анти Візантійська імперія            | Аварський каганат Склавіни Остготи | Евентуальна перемога                                                                                     |
| 602          | Рейд Авар на Антів                                   | Антський союз                        | Аварський каганат                  | Поразка * Розпад Антського союзу * Слово «Анти» зникло з історичних джерел.                              |

## Русь
Нижче наведено перелік війн за участю Київської Русі (до монгольського завоювання Києва у 1240 році), та удільних князівств, розташованих на території сучасної України: Галицько-Волинське, Київське, Чернігівське, Переяславське, Галицьке, Волинське, Теребовлянське, Туровське.
| Дата             | Конфлікт | Перша сторона | Друга сторона                                                                                           | Результат                                                                |
| ---------------- | --- | --- | --- | ------------------------------------------------------------------------ |
| 830ті            | Рейд Русі на Візантію                                                                                       | Київська Русь | Візантійська імперія                                                                                    | Невизначений результат                                                   |
| 860              | Русько-Візантійська війна (860)                                                                             | Київська Русь | Візантійська імперія                                                                                    | Перемога                                                                 |
| 864-1041         | Морські походи Русі до Каспію - Битва на річці Кура                                                         | Київська Русь | Табаристан Арран Ширван Бейлаганськ                                                                     | Перемога                                                                 |
| 907              | Русько-Візантійська війна (907)                                                                             | Київська Русь | Візантійська імперія                                                                                    | Перемога                                                                 |
| 920-1036         | Взаємні набіги Русі та печенігів                                                                            | Київська Русь | Печеніги                                                                                                | Різні результати                                                         |
| 941              | Русько-Візантійська війна (941)                                                                             | Київська Русь | Візантійська імперія                                                                                    | Поразка                                                                  |
| 964-965          | Кампанія Святослава Ігоровича проти Хозарського Каганату                                                    | Київська Русь | Хозарський каганат                                                                                      | Вирішальна перемога. Кінець Хозарського каганата.                        |
| 967/968–971      | Кампанія Святослава Ігоровича проти Першого Булгарського Царства                                            | Київська Русь | Перше Болгарське Царство Візантійська імперія                                                           | Перемога                                                                 |
| 981              | Рейд Русі на місто Червен                                                                                   | Київська Русь | Гнезненська Держава                                                                                     | Перемога                                                                 |
| 987              | Русько-Візантійський конфлікт (987)                                                                         | Київська Русь | Візантійська імперія                                                                                    | Мирний договір. Хрещення Володимира Великого і всієї Київської Русі.     |
| 1015—1019        | Усобиця Володимировичів - Київський похід (1018) - Битва на Альті (1019)                                    | Київська Русь Ярослава | Київська Русь Святополка Гнезненська Держава                                                            | перемога Ярослава; польська анексія Червенської землі                    |
| 1022             | Напад Ярослава Мудрого на Берестя                                                                           | Київська Русь | Гнезненська Держава                                                                                     | Поразка                                                                  |
| 1024             | Русько-Візантійська війна (1024)                                                                            | Київська Русь | Візантійська імперія                                                                                    | Поразка                                                                  |
| 1043             | Русько-Візантійська війна (1043)                                                                            | Київська Русь | Візантійська імперія                                                                                    | Поразка                                                                  |
| 1055-1223        | Взаємні набіги Русі та половців                                                                             | Київська Русь | Половці                                                                                                 | Різні результати                                                         |
| 1061             | Спільний похід руських князів на торок.                                                                     | Київська Русь | Торки                                                                                                   | Перемога                                                                 |
| 1069, 1074, 1077 | Рейди Болеслава II Сміливого на Русь                                                                        | Київська Русь | Королівство Польське                                                                                    | Поразка                                                                  |
| 1076             | Рейд Болеслава II Сміливого на Богемію                                                                      | Королівство Польське Київська Русь | Богемське князівство                                                                                    | Перемога                                                                 |
| 1092             | Перший русько-половецький рейд в Польщу                                                                     | Київська Русь Половці | Королівство Польське                                                                                    | Перемога                                                                 |
| 1101             | Другий русько-половецький рейд в Польщу                                                                     | Київська Русь Половці | Королівство Польське                                                                                    | Перемога                                                                 |
| 1120             | Третій русько-половецький рейд в Польщу                                                                     | Київська Русь Половці | Королівство Польське                                                                                    | Перемога                                                                 |
| 1139–1142        | Бої між Мазовійським Князівством та Руссю                                                                   | Київська Русь | Князівство Мазовія                                                                                      | Перемога                                                                 |
| 1146—1154        | Міжусобна війна на Русі 1146—1154                                                                           | Смоленське князівство Чернігівське князівство Рязанське князівство Угорське королівство Королівство Польське Богемське князівство | Ростово-Суздальськое князівство Новгород-Сіверське князівство Галицьке князівство Половці Прусси        | - Перемога Галицького князівства - Поразка Чернігівського князівства     |
| 1147             | Рейд Болеслава IV Кучерявого на пруссів                                                                     | Королівство Польське Київська Русь | Прусси                                                                                                  | Перемога Болеслава IV Кучерявого                                         |
| 1158—1161        | Міжусобна війна на Русі 1158—1161                                                                           | Галицьке князівство Волинське князівство Чернігівське князівство | Володимиро-Суздальське князівство Новгород-Сіверське князівство Муромське князівство половці берладники | Перемога                                                                 |
| 1174—1177        | Суздальська міжусобна війна (1174—1177) - Битва на Колокші (1177)                                           | Чернігівське князівство | Рязанське князівство Суздальське князівство                                                             | Перемога                                                                 |
| 1212—1216        | Суздальська війна за спадщину - Липицька битва                                                              | Новгородська земля Київське князівство | Володимиро-Суздальське князівство Муромське князівство                                                  | Перемога Новгорода та Києва                                              |
| 1187             | Русинський рейд в Малопольщу                                                                                | Галицьке князівство | Королівство Польське                                                                                    | Перемога                                                                 |
| 1188–1189        | Кампанія Бели III в Галичину                                                                                | Галицьке князівство | Угорське королівство                                                                                    | Поразка                                                                  |
| 1189             | Рейд Казимира II Справедливого в Галичину                                                                   | Угорське королівство Галицьке князівство | Казимир II Справедливий                                                                                 | Поразка                                                                  |
| 1205             | Рейд Романа Мстиславовича в Польщу - Битва при Завихості                                                    | Галицьке князівство | Лешко I Білий                                                                                           | Поразка. Смерть Романа Мстиславовича.                                    |
| 1207             | Рейд Лешка I Білого на Русь                                                                                 | Галицько-Волинське князівство | Лешко I Білий Князівство Мазовія                                                                        | Поразка                                                                  |
| 1213–1214 роки.  | Перший рейд Андрія II на Галицьке князівство                                                                | Галицьке князівство | Угорське королівство                                                                                    | Перемога                                                                 |
| 1214             | Рейд Лешка I Білого на місто Володимир-Волинський                                                           | Галицько-Волинське князівство | Лешко I Білий Угорське королівство                                                                      | Поразка                                                                  |
| 1218–1221/1245   | Війна за об'єднання Галицько-Волинського князівства                                                         | Галицько-Волинське князівство | Лешко I Білий Угорське королівство                                                                      | Перемога - Утворення та закріплення позицій Галицько-Волинської держави. |
| 1219 рік         | Другий рейд Андрія II на Галицьке князівство                                                                | Галицьке князівство | Угорське королівство                                                                                    | Перемога                                                                 |
| 1233–1234 роки.  | Третій рейд Андрія II на Галицьке князівство                                                                | Угорське королівство | Галицьке князівство                                                                                     | Перемога                                                                 |
| 1236–1237        | Війна Конрада I Мазовецького проти Галицько-Волинського князівства - Волинський похід Михайла Всеволодовича | Галицько-Волинське князівство | Князівство Мазовія                                                                                      | Перемога                                                                 |
| 1223; 1237—1240  | Монгольська навала на Русь                                                                                  | Володимиро-Суздальське князівство Київське князівство Галицько-Волинське князівство Новгородська Республіка Смоленське князівство Турово-Пінське князівство Ростовське князівство Чернігівське князівство Рязанське князівство Переяславське князівство | Монгольська імперія                                                                                     | Поразка. Руські князівства стають вассалами Монгольської Орди.           |

## Руські князівства за часів Золотої Орди та литовсько-польської доби (1240—прибл.1600)
Нижче наведено список воєн після 1240 року за участю руських князівств, розташованих на території сучасної Україна: Галицько-Волинське, Київське, Чернігівське, Сіверське, Переяславське, Туровське. Також в переліку вказані воєнні конфлікти українських адміністративних земель під польською та литовською кроною (Руське воєводство).
| Дата      | Конфлікт                                                                       | Перша сторона | Друга сторона | Результат                                            |
| --------- | ------------------------------------------------------------------------------ | --- | --- | ---------------------------------------------------- |
| 1248–1455 | Три рейди на Ятвягів                                                           | Болеслав V Князівство Мазовія Галицько-Волинське князівство | Ятвяги | Перемога                                             |
| 1252–1258 | Рейди Куремси в Південну Волинь                                                | Галицько-Волинське князівство | Золота Орда | Перемога                                             |
| 1280      | Війна Лешка II Чорного проти Галицько-Волинського князівства - Гозліська Битва | Галицько-Волинське князівство | Лешко II Чорний | Поразка                                              |
| 1323      | Польсько-Угорський рейд на Русь                                                | Галицько-Волинське князівство | Королівство Польське Угорське королівство                                                                                          | Поразка                                              |
| 1340–1392 | Війна за Галицько-Волинську спадщину                                           | Королівство Польське Різні фракції Угорське королівство Князівство Мазовія                                                                                       | Велике князівство Литовське Золота Орда Різні фракції Князівство Лодомерія                                                         | Розширення володінь Польщі та Литви за рахунок Русі. |
| 1362/1363 | Битва на Синіх Водах                                                           | Велике князівство Литовське Київське князівство | Золота Орда | Перемога                                             |
| 1389–1392 | Громадянська війна у Великому князівстві Литовському (1381—1384)               | Тевтонський Орден Жемайтія Руські князівства | Велике князівство Литовське Польське Королівство                                                                                   | Островський договір                                  |
| 1409—1411 | Польсько–Литовсько–Тевтонська війна - Грюнвальдська битва                      | Польське Королівство Велике князівство Литовське Рутенія, Масовія, Молдовське князівство, Татари, Чехи, Богемія, Моравія, Валлахія, Велике князівство Смоленське | Тевтонський Орден | Перемога                                             |
| 1431—1435 | Громадянська війна у Великому князівстві Литовському (1431—1435)               | Руське воєводство (Полоцьк, Вітебськ, Смоленськ, Київ, Волинь) Тевтонський Орден Лівонський Орден Золота Орда Молдовське князівство                              | Велике князівство Литовське (Жемайтія, Тракайське воєводство, Воєводство Вільніус, Подляське воєводство) Королівство Польща Гусити | Поразка                                              |

## Козацькі часи
Нижче наведено перелік війн за участю Запорозьких козаків, (Війська Запорозького) як збройних сил Гетьманщини, та іррегулярних козацьких військових формувань розташованих на території Південної України та тогочасних Османської і Австрійської імперії: Задунайська Січ, Банатська Січ, Буджацьке козацтво. В перелік не входять створені російським урядом козацькі формування, такі як Чорноморське козацьке військо.

## Козацькі Повстання
| Дата      | Конфлікт                                             | Перша сторона                                             | Друга сторона                              | Результат |
| --------- | ---------------------------------------------------- | --------------------------------------------------------- | ------------------------------------------ | --- |
| 1591—1593 | Повстання Косинського                                | Запорозькі козаки                                         | Річ Посполита                              | Поразка |
| 1594—1596 | Повстання Наливайка                                  | Запорозькі козаки                                         | Річ Посполита                              | Поразка |
| 1625      | Повстання Жмайла                                     | Запорозькі козаки                                         | Річ Посполита                              | Куруківський договір                                                                                                  |
| 1630      | Повстання Федоровича                                 | Запорозькі козаки                                         | Річ Посполита                              | Мирний аргумент |
| 1635      | Повстання Сулими                                     | Запорозькі козаки                                         | Річ Посполита                              | Кодацька фортеця зруйнована                                                                                           |
| 1637      | Повстання Павлюка                                    | Запорозькі козаки                                         | Річ Посполита                              | Поразка |
| 1638      | Повстання Острянина                                  | Запорозькі козаки                                         | Річ Посполита                              | Поразка |
| 1648–1657 | Повстання Хмельницького - 1651 Битва під Берестечком | Запорозькі козаки Кримське ханство (1649—1654, 1656—1657) | Річ Посполита Кримське ханство (1654—1656) | Створення Козацької Держави                                                                                           |
| 1657–1658 | Повстання Пушкаря і Барабаша                         | Гетьманщина Кримське ханство                              | Запорозькі козаки                          | Повстання було придушено козацьким гетьманом Іваном Виговським. Початок Московсько-української війни 1658—1659 років. |
| 1659      | Повстання Богуна 1659                                | Гетьманщина Річ Посполита Кримське ханство                | Запорозькі козаки Московське царство       | Вдале повстання. Втеча Виговського в Польщу.                                                                          |
| 1702—1704 | Повстання Палія                                      | Гетьманщина Московське царство                            | Річ Посполита                              | Повстання придушено, проте Правобережна Україна стає частиною Гетьманщини.                                            |

## Морські походи запорозьких козаків
| Дата | Конфлікт                                             | Перша сторона                                         | Друга сторона                      | Результат   |
| ---- | ---------------------------------------------------- | ----------------------------------------------------- | ---------------------------------- | ----------- |
| 1602 | Рейд на Кілію                                        | Запорозькі козаки                                     | Османська імперія                  | Вдалий рейд |
| 1606 | Рейд на Кілію та Аккерман                            | Запорозькі козаки під керівництвом Григорія Ізаповича | Османська імперія                  | Вдалий рейд |
| 1607 | Рейд на Очаків                                       | Запорозькі козаки під керівництвом Петра Сагайдачного | Османська імперія                  | Вдалий рейд |
| 1608 | Рейд на Перекоп                                      | Запорозькі козаки під керівництвом Петра Сагайдачного | Османська імперія                  | Вдалий рейд |
| 1609 | Рейд на Кілію, Ізмаїл та Аккерман                    | Запорозькі козаки під керівництвом Петра Сагайдачного | Османська імперія                  | Вдалий рейд |
| 1613 | Рейд на Північну Туреччину                           | Запорозькі козаки                                     | Османська імперія                  | Вдалий рейд |
| 1614 | Рейд на Трапезунд, Синоп та Північну Туреччину       | Запорозькі козаки                                     | Османська імперія                  | Вдалий рейд |
| 1615 | Рейд на Константинополь                              | Запорозькі козаки                                     | Османська імперія                  | Вдалий рейд |
| 1616 | Рейд на Кафу, Трапезунд, Синоп та Північну Туреччину | Запорозькі козаки під керівництвом Петра Сагайдачного | Османська імперія Кримське ханство | Вдалий рейд |
| 1617 | Рейд на Константинополь                              | Запорозькі козаки під керівництвом Петра Сагайдачного | Османська імперія                  | Вдалий рейд |

## Інші конфлікти
| Дата             | Конфлікт                                                                     | Перша сторона | Друга сторона | Результат                                                       |
| ---------------- | ---------------------------------------------------------------------------- | --- | --- | --------------------------------------------------------------- |
| 1558—1583        | Лівонська війна                                                              | Лівонська конфедерація Річ Посполита (до 1569 Польща та ВКЛ) Данія-Норвегія Шведська імперія Запорозькі козаки Трансильванське князівство (після 1577)                                                                                             | Московське царство Касимовське ханство Королівство Лівонія | Перемога                                                        |
| 1577             | Молдовська кампанія Івана Підкови                                            | Запорозькі козаки | Молдавське князівство Османська імперія | Іван Підкова стає правителем Молдови.                           |
| 1591–1606        | Довга війна                                                                  | Священна Римська імперія Угорське королівство Трансильванія Молдавське князівство Запорозькі козаки Іспанська імперія Сербські гайдуки Венеційська республіка Герцогство Тоскана Персія Орден Святого Стефана Герцогство Феррара Герцогство Мантуя | Османська імперія Кримське ханство Ногайська орда | Житваторокський мир                                             |
| 1617—1618        | Польсько-московська війна (1617-1618)                                        | Річ Посполита Запорозькі козаки | Московське царство | Перемога - Деулінське перемир'я                                 |
| 1620-1621        | Хотинська війна - Битва при Хотині                                           | Річ Посполита Запорозькі козаки | Османська імперія | Перемога                                                        |
| 1650, 1652, 1653 | Кампанія Богдана Хмельницького в Молдову                                     | Гетьманщина Кримське ханство | Молдавське князівство Князівство Волощина Трансильванське князівство Річ Посполита | Статус кво                                                      |
| 1654—1667        | Московсько-Польська війна                                                    | Московське царство Гетьманщина | Річ Посполита Кримське ханство Гетьманщина | Андрусівське перемир'я, поділ Гетьманщини між Польщею та Росією |
| 1655—1660        | Північна війна (1655—1660)                                                   | Шведська імперія Бранденбург-Пруссія (1656—1657) Трансильванське князівство Гетьманщина (1657) Литва Молдавське князівство Князівство Волощина | Річ Посполита Данія-Норвегія Московське царство (1656—1658) Кримське ханство Бранденбург-Пруссія (1655—1656, 1657—1660) Голландська республіка                                                                          | Невизначений результат для України                              |
| 1658—1659        | Московсько-українська війна (1658—1659) - Конотопська битва                  | Гетьманщина Кримське ханство | Московське царство | Переяславські статті (1659)                                     |
| 1663–1675        | Тюрко-Козацький конфлікт                                                     | Запорізькі козаки під керівництвом Івана Сірка | Кримське ханство Османська імперія | Перемога                                                        |
| 1666—1671        | Польсько-козацько-татарська війна (1666—1671)                                | Гетьманщина Кримське ханство | Річ Посполита | Початок Польсько-Турецької війни                                |
| 1672—1676        | Польсько-турецька війна (1672—1676) - Битва під Хотином (1621)               | Османська імперія Кримське ханство Молдавське князівство Гетьманщина (Фракція Петра Дорошенко) | Річ Посполита Князівство Волощина | Османська імперія здобуває контроль над частиною України        |
| 1676—1681        | Московсько-турецька війна (1676—1681)                                        | Російська імперія Гетьманщина (під проводом Самойловича) | Османська імперія Кримське ханство Гетьманщина (під проводом Дорошенка) | Бахчисарайський мирний договір                                  |
| 1683—1699        | Велика турецька війна - Віденська битва - Молдавська кампанія Степана Куцого | Річ Посполита Гетьманщина (лівобережна) держави Священної Ліги | Османська імперія Гетьманщина (правобережна) | Вирішальна перемога Священної Ліги.                             |
| 1686-1700        | Московсько-турецька війна (1686—1700)                                        | Московське царство · Священна Римська імперія · Річ Посполита · Гетьманщина | Османська імперія Кримське ханство | Перемога                                                        |
| 1700—1721        | Велика Північна війна - Полтавська Битва                                     | Шведська імперія · Річ Посполита · Османська імперія · Кримське ханство · Молдавське князівство · Князівство Волощина · Гетьманщина (1708—1709) · Британська імперія                                                                               | Московське царство · Саксонія · Річ Посполита · (1701—1704, 1704—1709, 1709—1719) · Данія-Норвегія · Гетьманщина · (1700—1708, 1709—1721) · Королівство Пруссія · Ганновер · Британська імперія · Молдавське князівство | Поразка                                                         |
| 1710—1711        | Прутський похід                                                              | Османська імперія · Кримське ханство · Князівство Волощина · Шведська імперія · Гетьманщина · (Фракція Пилипа Орлика) | Московське царство · Гетьманщина (Фракція Івана Скоропадського) · Молдавське князівство | Вирішальна перемога Османської імперії. Прутський мир           |
| 1735—1739        | Російсько-турецька війна (1735—1739)                                         | Російська імперія Гетьманщина Священна Римська імперія | Османська імперія Кримське ханство | Белградська мирна угода (1739)                                  |
| 1768—1774        | Російсько-турецька війна (1768—1774)                                         | Російська імперія Гетьманщина Грецькі повстанці Картлі-Кахетинське царство Імеретинське царство | Османська імперія Кримське ханство | Кючук-Кайнарджійський мирний договір                            |
| 1775             | Ліквідація Запорозької Січі                                                  | Запорізькі козаки | Російська імперія | Поразка                                                         |
| 1755-1814        | Дунайська міжкозацька війна                                                  | Задунайська Січ | Військо козаків-некрасівців | Перемога                                                        |
| 1787-1792        | Російсько-Турецька війна (1787—1792)                                         | Османська імперія Задунайська Січ | Російська імперія Священна Римська імперія | Поразка                                                         |
| 1806-1812        | Російсько-Турецька війна (1806—1812)                                         | Османська імперія Задунайська Січ | Російська імперія | Поразка                                                         |
| 1821-1829        | Грецька революція                                                            | Грецька Республіка Королівство Франція Російська імперія | Османська імперія Єгипет Задунайська Січ | Поразка союзників                                               |
| 1828-1829        | Російсько-Турецька війна (1828—1829)                                         | Російська імперія Задунайська Січ | Османська імперія | Перемога                                                        |

## Боротьба проти іноземної влади
Нижче наведено перелік конфліктів між повстанськими угрупуваннями які складалися з етнічних українців (Гайдамаки, Опришки) та іноземними господарями.
| Дата      | Конфлікт                                     | Перша сторона        | Друга сторона                   | Результат        |
| --------- | -------------------------------------------- | -------------------- | ------------------------------- | ---------------- |
| XV-XX ст. | Партизанська боротьба опришків проти панщини | Опришки              | Річ Посполита Австро-Угорщина   | Різні результати |
| 1734      | Гайдамацьке повстання, 1734                  | Гайдамаки            | Річ Посполита                   | Поразка          |
| 1750      | Гайдамацьке повстання, 1750                  | Гайдамаки            | Річ Посполита Російська імперія | Поразка          |
| 1768—1769 | Коліївщина                                   | Гайдамаки Опришки    | Річ Посполита Російська імперія | Поразка          |
| 1813-1835 | Повстання Кармелюка                          | Українські повстанці | Російська імперія               | Поразка          |

## Війна за Незалежність
Нижче наведено перелік війн за участю Української Народної Республіки, Західно-Української Народної Республіки, Кубанської Народної Республіки, Гуцульської Республіки, Команчанської Республіки, Вільної Території.
| Дата           | Конфлікт                                                                               | Перша сторона                                                | Друга сторона                                              | Результат                                           |
| -------------- | -------------------------------------------------------------------------------------- | ------------------------------------------------------------ | ---------------------------------------------------------- | --------------------------------------------------- |
| 1917—1918      | Перша радянсько-українська війна                                                       | УНР Німецька імперія Австро-Угорщина                         | РСФРР - УНРР                                               | Перемога. Становлення Гетьманської України.         |
| 1918—1919      | Українсько-Кримська Економічна Війна                                                   | УНР Німецька імперія                                         | Франція - Кримський Крайовий Уряд                          | Дефіцит товарів в Криму . Капітуляція Сулькевича    |
| 1917—1920      | Громадянська війна в Росії — Південний фронт                                           | УНР · Грузія · Вірменія · Азербайджан · махновці (з 1919)    | Біла армія · РСФРР · махновці (до 1919)                    | Поразка                                             |
| 1918—1923      | Громадянська війна в Росії — Східний фронт                                             | Зелений Клин · Бурят-Монголія                                | Біла армія РСФРР                                           | Поразка                                             |
| 1918           | Перший Кубанський похід                                                                | Біла армія Кубанські козаки                                  | РСФРР                                                      | Перемога. Створення Кубанської Народної Республіки. |
| 1918           | Другий Кубанський похід                                                                | Біла армія Донські козаки Кубанські козаки                   | РСФРР                                                      | Перемога.                                           |
| 1918—1919      | Польсько–українська війна - Битва за Львів - Битва за Перемишль - Чортківська офензива | ЗУНР · УНР · Гуцульська Республіка · Команчанська Республіка | Польща · Румунське королівство · Угорщина · Чехословаччина | Поразка                                             |
| 1918—1920      | Друга радянсько-українська війна                                                       | УНР                                                          | РСФРР - УНРР                                               | Поразка                                             |
| 7-8 січня 1919 | Гуцульське повстання                                                                   | Гуцули                                                       | Угорщина                                                   | Перемога. Створення Гуцульської Республіки.         |
| 1919—1920      | Польсько-радянська війна                                                               | Польща УНР                                                   | РСФРР - УСРР                                               | Ризький мир; Поділ України між Польщею та Росією.   |

## Друга світова війна
Нижче наведено перелік війн за участю українських націоналістичних організацій періоду Другої світової війни: Української повстанскої армії і Української народно революційної армії. Також наведено конфлікти Карпатської Січі як збройних сил Карпато-України.
| Дата      | Конфлікт                                                     | Перша сторона      | Друга сторона              | Результат                                                             |
| --------- | ------------------------------------------------------------ | ------------------ | -------------------------- | --------------------------------------------------------------------- |
| 1939      | Угорсько-українська війна (1939)                             | Карпатська Україна | Угорщина                   | Поразка. Кінець Карпато-України.                                      |
| 1941      | Друга світова війна — Декларація незалежності України, 1941  | ОУН                | Третій Рейх                | Припинення співпраці ОУН і Німеччини, початок суто проукраїнської УПА |
| 1942—1944 | Друга світова війна — Боротьба УПА проти німецьких окупантів | УПА УНРА           | Третій Рейх                | Потсдамська конференція                                               |
| 1942—1947 | Друга світова війна — Боротьба УПА проти поляків             | УПА УНРА           | Армія Крайова Армія Людова | Взаємні етнічні чистки: (Див. Волинська трагедія та Операція Вісла)   |
| 1942—1954 | Друга світова війна — Боротьба УПА проти СРСР                | УПА УНРА           | СРСР                       | Кінець діяльності УПА та УНРА                                         |

## Сучасна Україна
Нижче наведено перелік війн за участю Сучасної України.
| Дата      | Конфлікт                             | Перша сторона | Друга сторона                                                                        | Результат                                                 |
| --------- | ------------------------------------ | --- | ------------------------------------------------------------------------------------ | --------------------------------------------------------- |
| 2001      | Збройний конфлікт у Македонії (2001) | Північна Македонія Україна | Албанські сепаратисти                                                                | Охридська угода                                           |
| 2003—2008 | Війна в Іраку                        | США Велика Британія Південна Корея Італія Польща Австралія Україна Грузія Нідерланди Іспанія Естонія                                                                         | Баас Армія Магді ІДІЛ Ансар аль-Іслам Аль-Каїда Хізбалла Робітнича партія Курдистану | Перемога                                                  |
| 2009—2016 | Операція «Океанський щит»            | Японія Сомалі НАТО Австралія Китай Колумбія Індія Індонезія Малайзія Нова Зеландія Оман Пакистан Росія Саудівська Аравія Сейшельські острови Сінгапур Південна Корея Україна | Сомалійські пірати                                                                   | Перемога. Кількість піратських нападів різко скоротилася. |
| 2014—н.ч. | Російсько-українська війна           | Україна | Росія Білорусь (з 2022) КНДР (з 2024)                                                | Триває                                                    |